# Julian David

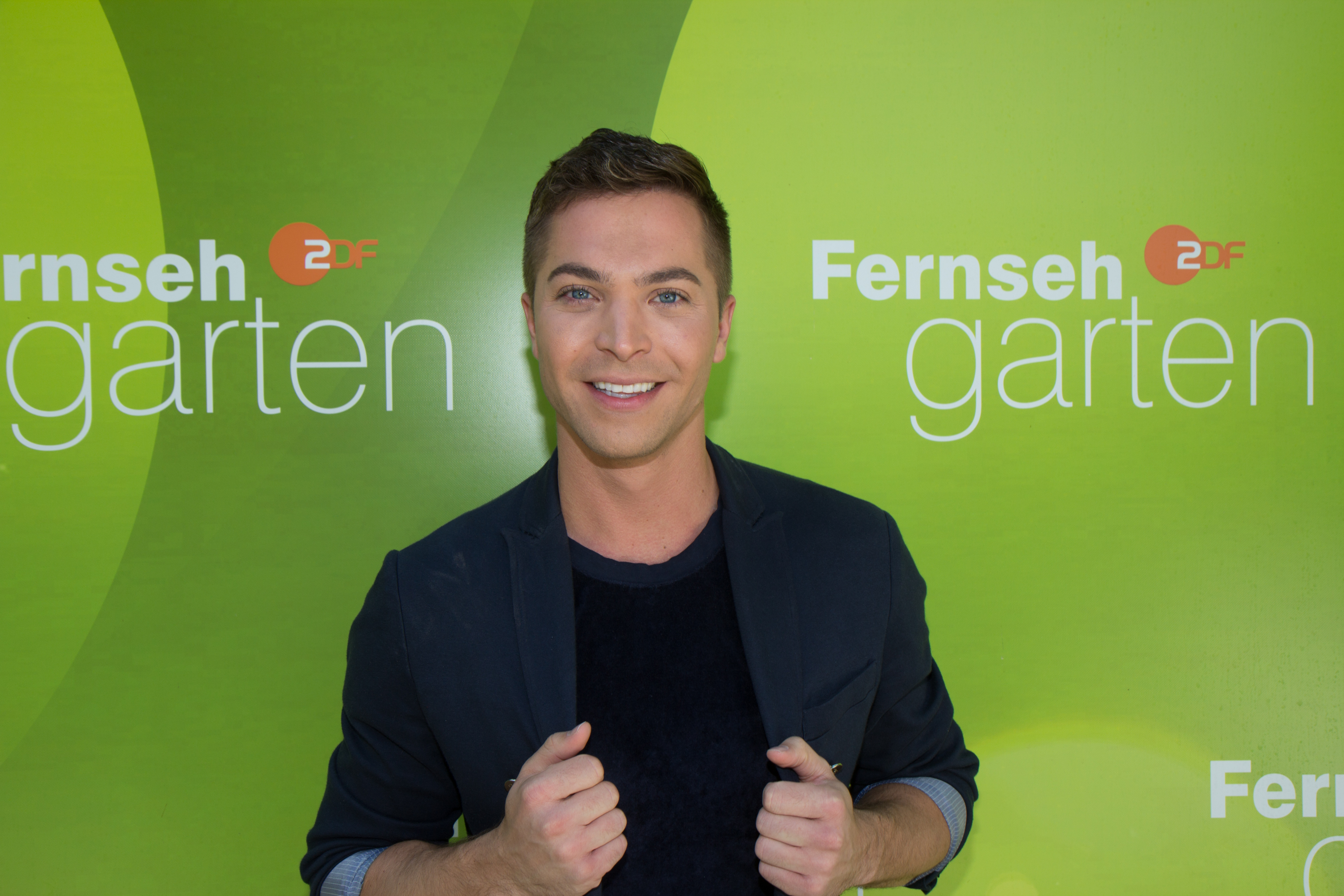
Julian David (2018)

Julian David (* 23. Dezember 1989 in Mannheim) ist ein deutscher Schlagersänger, Musicaldarsteller, Entertainer und Schauspieler, dessen Schwerpunkt im Bereich des Pop-Schlagers liegt.

## Werdegang
Julian David absolvierte nach dem Realschulabschluss mit Sondergenehmigung des Freistaates Bayern ein Studium an der Bayerischen Theaterakademie August Everding in München. David trat am Pfalztheater Kaiserslautern in The King and I, an der Oper Bonn in Hair, als Danny Zukow im Musical Grease und als Radames in Elton Johns Musical Aida auf.
Größere Bekanntheit erlangte er durch seine Zeit in der Band Voxxclub. 2015 folgte die Trennung. Er erhielt einen Plattenvertrag bei Electrola und produzierte als erste Single Am Ende des Tages. Die Produktion des Debütalbums übernahm Felix Gauder, am Titelsong und fünf weiteren Liedern wirkten der Musikkabarettist und Songschreiber Olaf Bossi und Oli Nova mit. Veröffentlicht wurde Süchtig nach dir am 9. Oktober 2015.
Ebenfalls im Jahr 2015 wurde Julian David von Regisseur Eric Dean Hordes für die Rolle des Jünglings in dessen Film Goblin – Das ist echt Troll aka Trolls World verpflichtet, seinem Schauspieldebüt neben Désirée Nick und Helmut Krauss. Der Film wurde im Oktober 2019 veröffentlicht.

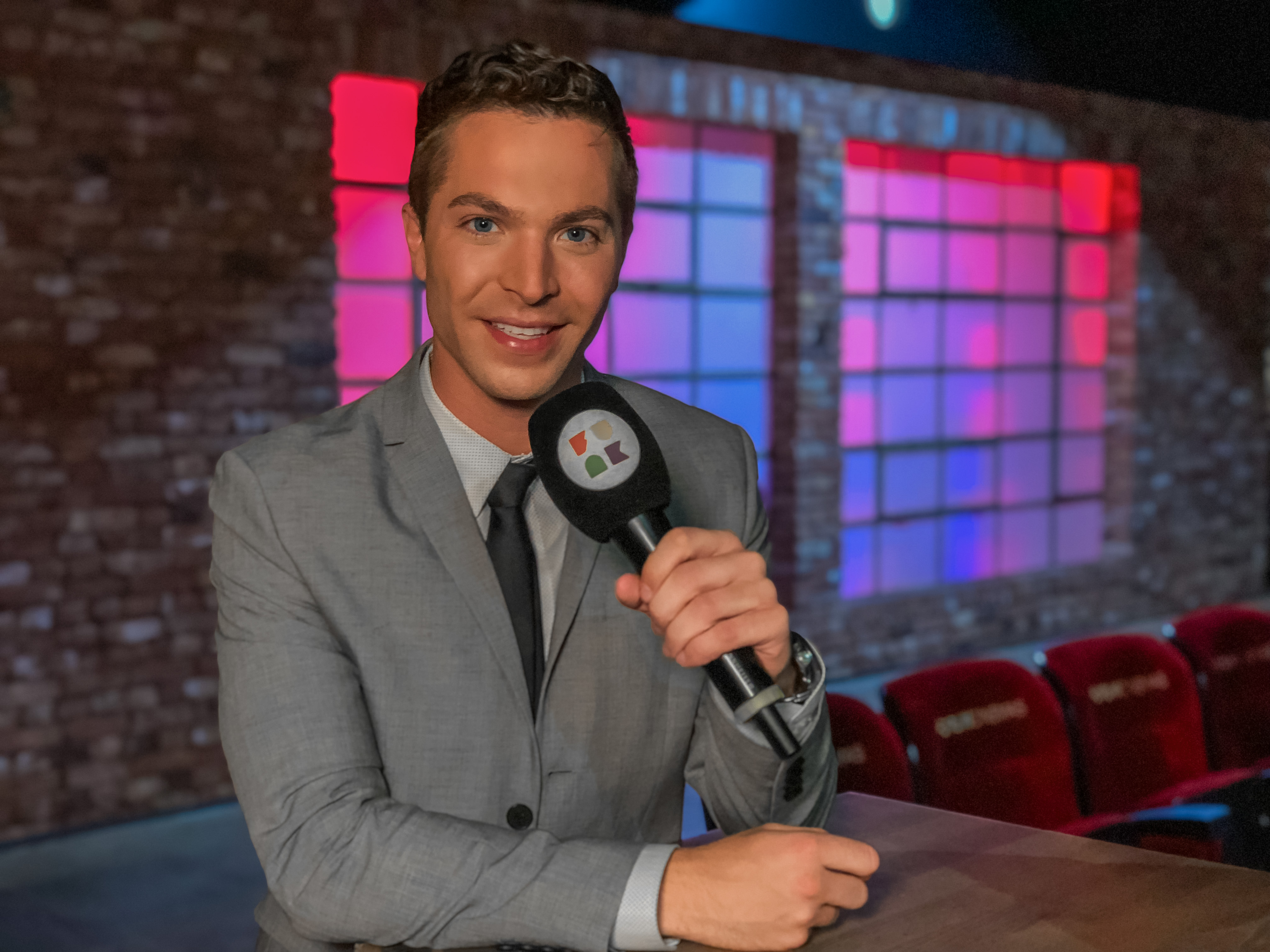
Julian David während eines Interviews zur Webserie Patchwork Gangsta

Im September 2015 moderierte Julian David seine erste TV Show für Sat.1 Gold.
2016 folgte die Single „Hollywood“, 2017 „Spektakulär“.
Seit 2017 moderiert Julian David eine eigene Radiosendung auf dem Schlagersender Schlagerplanet Radio. In diesem Zusammenhang wird auch eine wöchentliche YouTube-Show "Die Schlagerköche" angeboten. Hier kocht Julian David mit seiner Moderationskollegin die Kochrezepte von Schlagerstars nach.
Im Dezember 2017 nahm Julian David an dem Projekt Schlagerstars für Kinder teil und sang mit der Gruppe den Weihnachtsschlager "Auf Einmal" ein. Der Schlager wurde im Dezember veröffentlicht, die Einnahmen kommen Kindern in Not zugute.
2019 stand David wieder für Hordes vor der Kamera. Diesmal neben Neil Malik Abdullah und Katy Karrenbauer in der vom SWR für das Medienangebot funk produzierten Streaming-Serie Patchwork Gangsta. Im Juli 2019 veröffentlichte David sein zweites Solo-Album Ohne Limit.
2025 veröffentlichte Julian David die Single „Immer in Bewegung“.

## Diskografie
Alben
- 2015: Süchtig nach dir
- 2019: Ohne Limit

Singles
- 2015: Am Ende des Tages
- 2015: Hollywood
- 2015: Verboten gut
- 2015: Kerzenlicht und Mistelzweig
- 2015: Wer die Augen schließt (wird nie die Wahrheit seh’n) 2015 (als Teil von Mut zur Menschlichkeit)
- 2017: Spektakulär
- 2017: Mein Kompass zu dir
- 2017: Wir sind nie allein
- 2017: Auf einmal (Weihnachtsschlager) (als Teil von Schlagerstars für Kinder)
- 2018: Mondlicht
- 2019: 17 für die Ewigkeit
- 2019: Ohne Limit
- 2020: Wir heben ab
- 2020: In diesem Augenblick (feat. Marco)
- 2021: Ring frei
- 2022: Feuerfunkenregen
- 2022: Alle zusammen
- 2025: Immer in Bewegung

## Filmografie
- 2019: Patchwork Gangsta
- 2019: Goblin – Das ist echt Troll